# Museo della Città „Luigi Tonini“
Das Museo della Città „Luigi Tonini“ befindet sich in Rimini, in der Via Tonini (Ecke Piazza Ferrari), im ehemaligen Jesuitenkloster und im ehemaligen Krankenhaus. Es wurde 1981 eröffnet und ist seit 2015 dem Historiker Luigi Tonini gewidmet. Es steht neben der heutigen Suffragio-Kirche.

## Beschreibung
Das Gebäude wurde von Alfonso Torreggiani als Jesuitenkloster und -kolleg geplant und zwischen 1746 und 1755 verwirklicht. Nach der Aufhebung des Jesuitenordens wurde das Gebäude etwa eineinhalb Jahrhunderte lang als Krankenhaus genutzt.
Nach den Bombenangriffen des Zweiten Weltkriegs wurde eine Renovierung notwendig, die von dem Architekten Pier Luigi Foschi geleitet wurde, der zwischen 1985 und 2010 das Museum leitete.
Das Museum ist in mehrere Abteilungen unterteilt, von denen die archäologische und die mittelalterliche Abteilung hervorzuheben sind. Ein großer Bereich ist der Malerei des 14. Jahrhunderts gewidmet und beherbergt zahlreiche Werke der Rimineser Schule sowie Werke von Giovanni Bellini, Domenico Ghirlandaio, Guercino, Guido Cagnacci und anderen.
Die archäologische Abteilung zeigt Exponate aus dem Domus des Chirurgen, einem römischen Haus aus der zweiten Hälfte des 2. Jahrhunderts, die 1989 wenige Meter vom Museum entfernt auf der Piazza Ferrari entdeckt wurde. Sie sind in Bezug auf Anzahl und Vielfalt der chirurgischen Instrumente, die eine der wichtigsten jemals gefundenen medizinischen Ausrüstungen darstellen, von außerordentlicher Bedeutung. Außerdem gibt es zahlreiche römische Mosaike von besonderer Bedeutung.
Seit 2010 beherbergt das Museum eine Abteilung, die von der Urgeschichte bis zur Spätantike reicht und vor einer Million Jahren mit den Spuren des Homo erectus auf dem Hügel von Covignano beginnt, der damals noch vom Meer umspült war, das die Ebene überflutete, auf der Rimini erbaut wurde. Hier wurden geschliffene und polierte Feuersteine gefunden (Pfeilspitzen, Blattklingen, Äxte und gebohrte Hämmer), die mit denen aus der prähistorischen Fundstelle Ca’ Belvedere di Monte Poggiolo in Forlì zu vergleichen sind, sowie frühe Keramikformen (mit glatter oder verzierter Oberfläche, Olletten und kolbenförmigen Gefäßen zur Aufbewahrung von Samen und Flüssigkeiten), die die neue Agrar- und Viehwirtschaft kennzeichnen, bis hin zu den bronzezeitlichen Hortfunden, in denen Gegenstände von den ersten Händlern versteckt wurden.
Einige Säle des Museums sind für Wechselausstellungen und kulturelle Veranstaltungen eingerichtet.

## Wichtigste Werke
- Giovanni Bellini, Pietà, ca. 1470
- Giovanni da Rimini, Jüngstes Gericht; Kreuzigung
- Domenico Ghirlandaio, Altarbild des heiligen Vinzenz Ferrer, von Domenico begonnen und 1496 von Mitarbeitern der Werkstatt vollendet: die Figur des heiligen Vinzenz Ferrer ist wahrscheinlich David Ghirlandaio zu verdanken, der Heilige Sebastian Sebastiano Mainardi und der Heilige Rochus Francesco Granacci.[6]
- Guercino, Hl. Hieronymus; Hl. Antonius von Padua
- Guido Reni, Hl. Josef mit Jesuskind, XVII Jh.